# Kopagmiut
Kopagmiut ('ljudi sa velike rijeke'), eskimsko pleme s ušča rijeke Mackenzie u Kanadi. Prema Dallu, nekada su se uz ovu rijeku prostirali nekih 200 milja, pa su prema njoj nazivani i Mackenzie River Eskimi, ali su kasnije, do otprilike 1910. ograničeni na otoke na njenom ušću i arktičku obalu zapadno od otoka Herschel i postali poznati kao Uummarmiut. Sada su dio Inuvialuita. Desetljećima kasnije, nekolicina se vratila na Aljasku.
Populacija je 2020. iznosila 275.